# Eric A. Havelock
Eric Alfred Havelock, britanski filolog, * 3. junij 1903, London, Združeno kraljestvo, † 4. april 1988, Poughkeepsie, New York, ZDA. Večino svojega dela je posvetil tezi, da sedanja miselnost zahodnega sveta izhaja iz zapisanih idej antičnih Grkov - antična Grčija je zibelka naše miselnosti. Ideja sprva ni požela podpore, temveč veliko kritik tako s strani Havelockovih sodelavcev, kot s strani drugih filozofov in raziskovalcev grške filozofije. Kljub začetnim kritikam je Havelock nadaljeval z izpopolnjevanjem svoje teze in kmalu so se pojavili njegovi somišljeniki kot sta na primer Harold Innis in Marshall McLuhan. Havelock je iskal resnico in znanje v dobro človeka podobno kot njegov vzornik Platon.

## Življenje
Rodil se je 3. junija leta 1903 v severnem delu Londona v bogatejši družini in v življenju ni imel denarnih težav. Večino življenja je bil zaposlen kot učitelj. Havelock je otroštvo preživel na Škotskem, kjer je imel veliko prijateljev in je bil zelo priljubljen. Obiskoval je osnovno šolo in se s štirinajstimi leti vpisal na znano Univerzo Cambridge. Tu se je prvič srečal s Sokratovo mislijo in njegovimi nauki. Dela antičnih filozofov so ga zanimala bolj kot pouk in jih je rad prebiral v šolski knjižnici. Tam je naletel na njemu neznana predsokratska besedila, ki so bila drugačna od tistih, o katerih se je učil. Zdelo se mu je fascinantno in hkrati neuporabno, da so nekateri filozofi zapisovali svoja dela v verzih ali celo v značilnih ritmiziranih povedih. Ugotovil je, da imajo ti misleci, na primer Heraklit iz Efeza in Empedoklej več skupnih idej s Homerjem, kot s kasnejšimi filozofi kot sta recimo Platon in Sokrat.
Po končanem študiju se je zaposlil v Kanadi na Univerzi Acadia, Nova Škotska. Leta 1927 se je poročil z Ellen Parkinson in je zamenjal poklic. Poučeval je na Univerzi v Torontu. Njegovo delo v tem obdobju se je navezovalo na preučevanje rimskih pesnikov, npr. Katula. Veliko je deloval na političnem področju. Učil je latinščino in razlagal o antičnih filozofih. Začel se je zanimati za politiko in s svojima prijateljema Frankom Underhillom in Eugeneom Forseyem ustanovil Društvo socialnih intelektualcev (Social Intellectuals). Na svojih druženjih so bili vsi zelo odkriti in so brez zadržkov izražali svoje ideje in svoje socialistično usmerjene vrednote. Na Havelockovo politično usmerjenost je imel močan vpliv dogodek, ki se mu je pripetil za časa njegovega poučevanja v Torontu. Takrat je policija zatrla javno zborovanje neke organizacije, saj so jo označili za komunistično. Havelock in njegov prijatelj Underhill sta napisala javno pismo, v katerem sta močno skritizirala ravnanje policije in ga označila za nepremišljeno in neprimerno. Pismo je povzročilo veliko napetosti v Torontu. O dogodku in pismu so pisali vsi časopisi ter ju označili za radikalna levičarja, njuno obnašanje pa kot nesprejemljivo in neprimerno za univerzitetne profesorje. Kmalu je bil povabljen v politično stranko, ki se je zavzemala za bolj socialistično državo. Ko so za to izvedeli njegovi nadrejeni na univerzi, so mu ukazali, naj zmanjša svoje politično udejstvovanje, vendar Havelock ni bil človek, ki bi se bal izgube poklica, zato je nadaljeval s svojo dejavnostjo. Spet se je znašel v zagati leta 1937, ko je pisno kritiziral vladno obvladovanje stavke delavcev v tovarni avtomobilov. Kljub temu, da je bila univerza pod velikim pritiskom javnosti, ki je spodbujala njegov odstop, je uspel ohraniti svoje delovno mesto, njegov javni ugled je bil vseeno ogrožen.	Njegov ugled je bil z leti povrnjen, predvsem zaradi njegovega dela, pa tudi zaradi širših okoliščin, saj so ljudje imeli preveč drugih skrbi - začela se je druga svetovna vojna. V tem času je Havelock začasno prekinil svoje zveze z političnimi organizacijami. V času vojne je bolj malo pisal. Leta 1944 je bil izvoljen za predsednika Ontarijskega filološkega združenja. Havelock je združil svoje politično in akademsko udejstvovanje v svojih zamislih o izobraževanju – zavzemal se je za obvezno znanje retorike.

## Delo v filozofiji
Hkrati z močnim udejstvovanjem v političnem življenju, je nadaljeval s prebiranjem grških filozofov. Najbolj se je zanimal za Platona. Ni bil pristaš teorije, da je Platon v svojem življenju le zapisoval stvari, ki jih je razlagal njegov učitelj Sokrat. Mislil je, da je bil za Platona Sokrat le ideja in nekakšen fikcijski lik, preko katerega je Platon lahko prenašal in zapisoval svoje ideje. S tem mišljenjem je prišel navzkriž z drugimi filozofi, ki so bili mnenja, da je Platone le zapisoval Sokratove ugotovitve. Na to temo je Havelock kasneje tudi napisal eno svojih najpomembnejših del Uvod v Platona (Preface to Plato). V času, ko je učil na Harvardu, je iz latinščine prevedel znano delo, iz katerega so se lahko potem njegovi učenci učili. V delo je vključil svoje komentarje in razlago zahtevnejših tematik. Prevod Ajshilovega Vklenjenega Prometeja s svojo dodatno razlago pod naslovom Križani intelektualec (The Crucifixion of Intellectual Man) je izšel leta 1960. Havlock je kasneje združil svoje življenjsko delo: politična mnenja in svoje zanimanje za grške filozofe. Njegov fokus je bil politična filozofija za časa grškega liberalizma. Na to temo je napisal knjigo Temparament starogrške politike (Temper in Greek Politics), v kateri se je bolj natančno poglobil v grške politične vode in raziskoval antični liberalizem. Havelock je proti koncu življenja spoznal, da je bil Platon na začetku res pod velikim vplivom Sokrata, ampak je kasneje deloval sam in zapisal svoje ugotovitve, misli, ideje in spoznanja.

## Kasnejša leta
Njegova zadnja zaposlitev je bila na Univerzi Yale, kjer je deloval kar osem let. Upokojil se je in se leta 1973 preselil v New York. Ločil se je od Ellen Parkinson in se poročil s Christine Mitchell. Po upokojitvi je nadaljeval s pisanjem in je napisal še tri knjige in številne spise na temo dela uvoda v Platona. Načel je novo temo, veliko bolj sofisticirano kot njegove prejšnje ideje. Poskusil je povezati svojo začetno teorijo s samo grško kulturo, grškim načinom življenja in grško miselnostjo, vendar mu žal ni uspelo, saj se je staral in ni mogel več tako učinkovito pisati. Nekaj let pred smrtjo je napisal še zadnjo knjigo z naslovom Starorški koncept pravičnosti (The Greek Concept of Justice), v kateri je povzel svoje življenjsko mišljenje in se spravil s smrtjo, saj je bil duševno izpopolnjen. V zadnjih letih življenja je raziskoval antično vazo na kateri je bila zapisana nekakšna pesem. Z njo se je ukvarjal veliko časa, saj naj bi potrjevala njegovo mišljenje. Kako naj bi ga potrjevala, pa ni uspel zapisati, saj je prej umrl. Umrl je 4. aprila leta 1988.

## Pomembnejša dela
- The Lyric Genius of Catullus. Oxford: Blackwell, 1939.
- The Liberal Temper in Greek Politics 1957
- Preface to Plato 1963
- The Crucifixion of Intellectual Man, Incorporating a Fresh Translation into English Verse of the Prometheus Bound of Aeschylus 1968
- Prologue to Greek Literacy 1971
- The Greek Concept of Justice 1978
- The Literate Revolution in Greece and its Cultural Consequences 1981
- The Muse Learns to Write: Reflections on Orality and Literacy from Antiquity to the Present 1968